# Strada statale 567 del Benaco
L'ex strada statale 567 del Benaco (SS 567), ora strada provinciale Bresciana 567 del Benaco (SP BS 567) in provincia di Brescia, e strada provinciale ex strada statale 567 del Benaco (SP ex SS 567) in provincia di Mantova, è una strada provinciale italiana con funzione di collegamento interprovinciale.

## Percorso
Questa strada a scorrimento veloce collega Desenzano del Garda e la strada statale 11 Padana Superiore all'ex strada statale 236 Goitese, passando per Castiglione delle Stiviere. Il percorso presenta un andamento leggermente ondulato, in quanto attraversa l'area delle colline moreniche del Garda. La sede stradale è a carreggiata doppia tra Desenzano e la SP 83, con due corsie per ciascun senso di marcia e a carreggiata unica nel tratto Castiglione-SS 236.
In seguito al decreto legislativo 31 marzo 1998, n. 112, dal 2001, la gestione è passata dall'ANAS alla Regione Lombardia che ha provveduto al trasferimento dell'infrastruttura al demanio della Provincia di Brescia, e della Provincia di Mantova per le tratte territorialmente competenti.

## Tabella percorso
| SP EX SS 567 DEL BENACO |           | |      |      |           |              |           |
| Note                    | Tipologia | Indicazione                                                                                           | ↓km↓ | ↑km↑ | Provincia | N° Strada    | Gestione  |
|                         |           | SP ex Padana Superiore: Desenzano del Garda SP ex Padana Superiore var: Sirmione, Peschiera del Garda | 0,0  | 10,3 | BS        | SP BS 567    | Provincia |
|                         |           | Milano - Venezia Desenzano                                                                            | 0,5  | 9,8  | BS        | SP BS 567    | Provincia |
|                         |           | Brodena Centro Commerciale                                                                            | 2,5  | 7,8  | BS        | SP BS 567    | Provincia |
|                         |           | Castiglione delle Stiviere                                                                            | 4,2  | 5,1  | BS        | SP BS 567    | Provincia |
|                         |           | Esenta - Lonato del Garda Castiglione delle Stiviere                                                  | 7,0  | 2,3  | MN        | SP ex SS 567 | Provincia |
|                         |           | Montichiari Castiglione delle Stiviere Zona industriale Ovest                                         | 9,0  | 1,3  | MN        | SP ex SS 567 | Provincia |
|                         |           | ex Asolana: Carpenedolo, Parma ex Goitese: Goito, Mantova                                             | 10,3 | 0,0  | MN        | SP ex SS 567 | Provincia |